# St. Martin (Birmensdorf ZH)

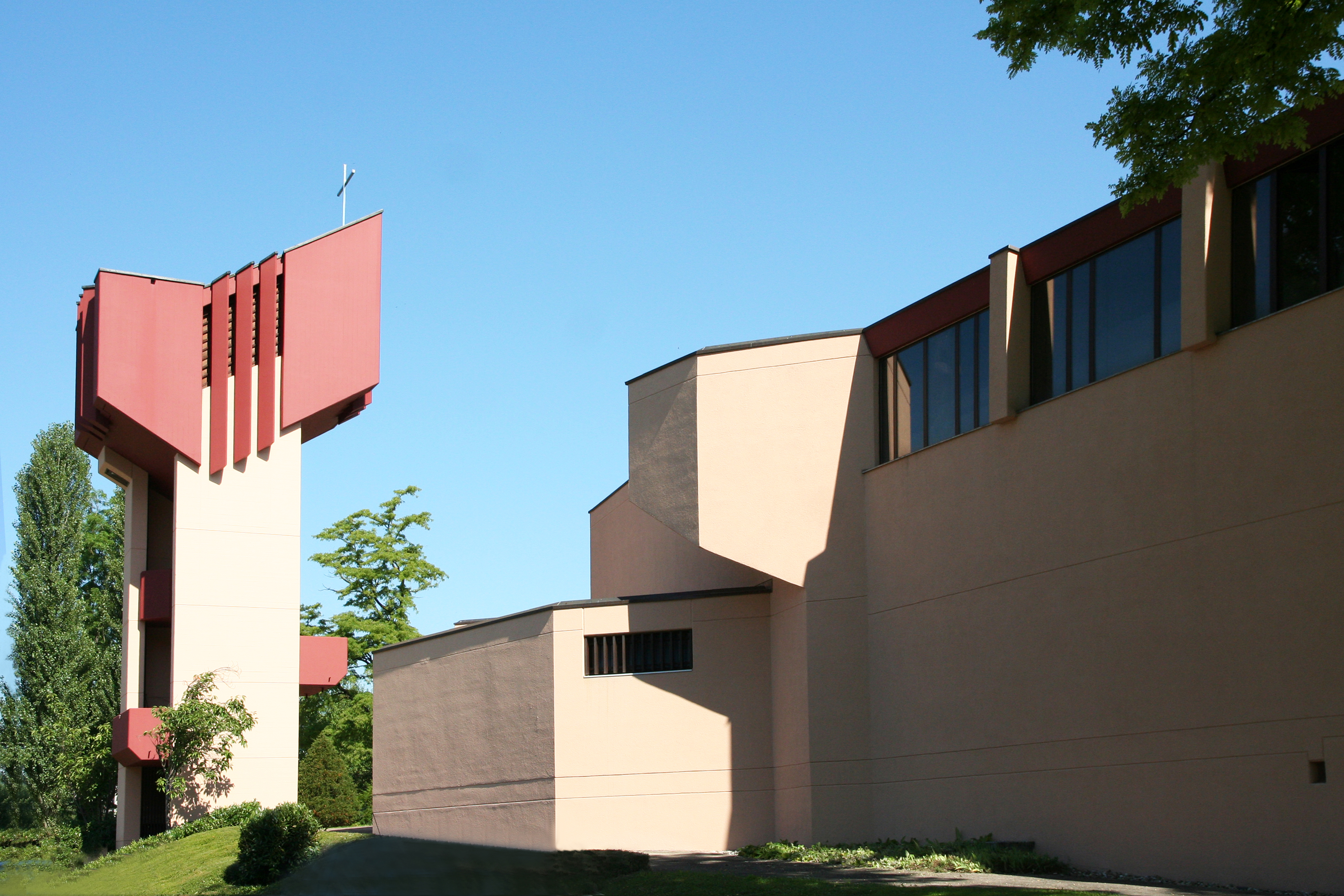
Kirche St. Martin

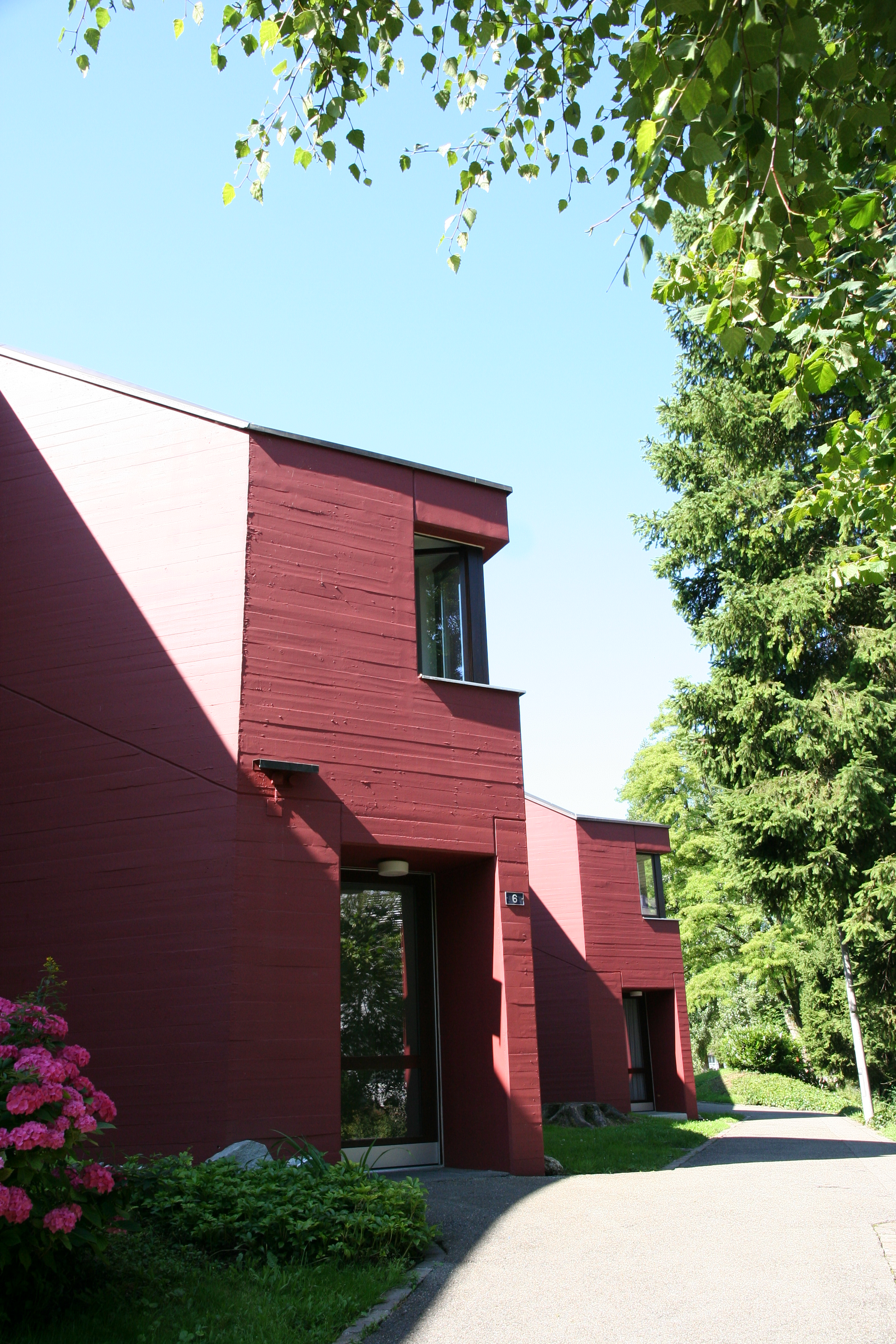
Ansicht von Norden

Die Kirche St. Martin ist die römisch-katholische Pfarrkirche von Birmensdorf im Kanton Zürich. Die dazugehörige Kirchgemeinde ist zuständig für die Orte Aesch, Birmensdorf und Uitikon.

## Geschichte

### Vorgeschichte und Namensgebung
In Birmensdorf, einer frühmittelalterlichen Siedlung am Weg von Zürich nach Bremgarten, ist urkundlich eine Eigenkirche für das Kloster St. Blasien in den Jahren 1140 und 1173 bestätigt, welche dann 1325 dem Kloster inkorporiert wurde und im Besitz des Klosters St. Blasien bis 1806 verblieb. Die Vogtei über die mittelalterliche Kirche lag bei den Herren von Regensberg, dann von Österreich an die Mülner in Zürich verliehen, von ihnen 1347 an St. Blasien verkauft. Birmensdorf selber war ursprünglich im Besitz der Klöster Muri und Engelberg und ging im Jahr 1347 an das Kloster St. Blasien über. Die romanische Kirche aus dem 12. Jahrhundert wurde 1571 erneuert und als reformierte Kirche 1659 neu erbaut. Nach der Reformation in Zürich ab dem Jahr 1523 war der katholische Gottesdienst in den Untertanengebieten verboten, weshalb die katholische Gemeinde in Birmensdorf erst wieder im 20. Jahrhundert nach dem Zuzug von Katholiken aus anderen Kantonen und aus dem Ausland aufgebaut werden konnte.
Schon die mittelalterliche Kirche von Birmensdorf war dem hl. Martin von Tours geweiht. Martins-Kirchen sind im Einflussbereich der Franken verbreitet gewesen, vor allem als königliche Eigenkirchen. Die katholische Martinskapelle in der ersten Hälfte des 20. Jahrhunderts und auch der Neubau der heutigen katholischen Martinskirche im Jahr 1977 knüpfen an das mittelalterliche Patrozinium von Birmensdorf an.

### Entstehungs- und Baugeschichte

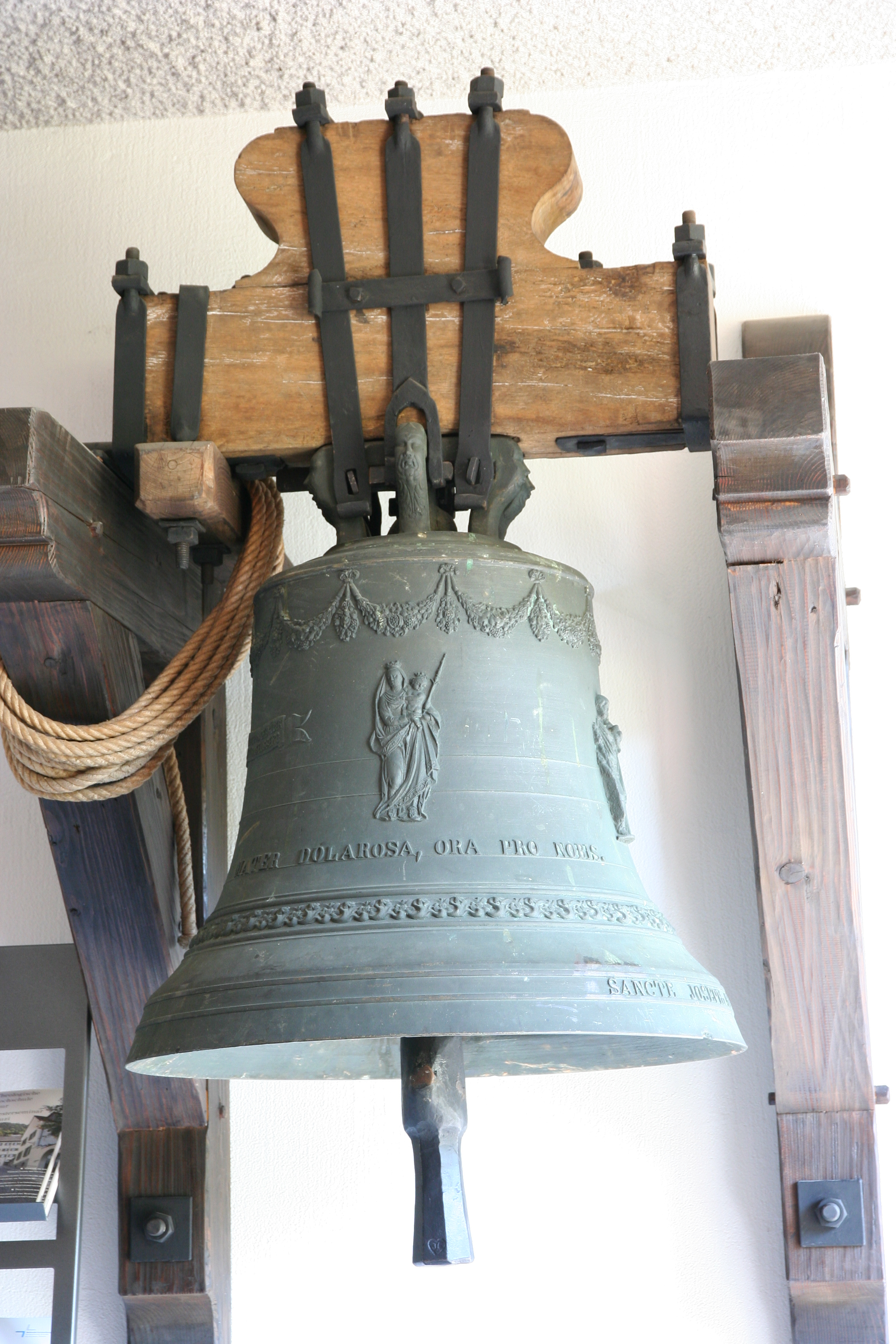
Glocke der St. Martinskapelle

Das Toleranzedikt von 1807 erlaubte im Kanton Zürich erstmals wieder den katholischen Ritus, jedoch örtlich auf die Stadt Zürich beschränkt. Die Niederlassungs- und Glaubensfreiheit der Helvetischen Republik und ab 1848 im schweizerischen Bundesstaat ermöglichte den katholischen Arbeitern und ihren Familien, in den reformiert geprägten Kanton Zürich zu ziehen. Die wenigen Katholiken, die im 19. Jahrhundert nach Birmensdorf, Aesch und Uitikon zogen, hatten die Möglichkeit, im traditionell katholisch geprägten Dietikon bzw. dem benachbarten Kanton Aargau katholische Gottesdienste zu besuchen. Als am 19. August 1900 im damals noch nicht nach Zürich eingemeindeten Altstetten die Kirche Heilig Kreuz eingeweiht wurde, wurden dieser Pfarrei auch die Katholiken in Aesch, Birmensdorf und Uitikon zugeschlagen. Per 1. Mai 1929 erwarb der Diöcesan-Kultus-Verein in Chur mit Sitz in Disentis von einem Landwirt in Birmensdorf ein Grundstück für den Bau einer katholischen Kirche. Auf diesem Grundstück befanden sich zunächst noch ein Wohnhaus und ein Stall. Das Wohnhaus wurde zwischen Mai und November 1929 zur St. Martinskapelle umgebaut, der Stall zu einem Pfarreilokal. Am Martinsfest, dem 11. November 1929, wurde die St. Martinskapelle von Prälat Hausheer aus Zug eingesegnet. Dieser war der Direktor der Inländischen Mission, welche den Aufbau der Seelsorgestation in Birmensdorf finanziell massgeblich unterstützt hatte. Der Grossteil der nötigen Finanzen jedoch war von der Gemeinde mittels Bettelbriefen zusammengetragen worden. Anlässlich der Einsegnung der St. Martinskapelle fand auch erstmals seit der Reformation in Birmensdorf wieder eine katholische Messe statt. In den folgenden Jahren wurde die 200 Sitzplätze umfassende Kirche St. Martin schrittweise ausgestattet und baulich ergänzt. So entstanden ein neuer Dachreiter für die Kirchenglocke, eine Sakristei und eine Empore im hinteren Teil der Kirche. Per 17. April 1956 wurden Birmensdorf, Uitikon und Aesch zu einem Pfarrvikariat ernannt. Am 1. Januar 1959 erhob der Bischof von Chur das Pfarrvikariat zu einem Pfarrrektorat und 1965 zu einer eigenständigen Pfarrei und trennte diese von der Pfarrei Heilig Kreuz Zürich-Altstetten ab. Als nach dem Zweiten Weltkrieg weitere Katholiken nach Birmensdorf, Aesch und Uitikon zogen, zeichnete sich ab, dass der Neubau der Kirche sowie ein Pfarreizentrum nötig wurden. Die 1958 gegründete Pfarrkirchenstiftung St. Martin konnte im Mai 1958 das an die St. Martinskapelle angrenzende Grundstück erwerben. 1962 wurde ein erster Versuch für die Projektierung einer neuen Kirche samt Pfarreizentrum unternommen. Dieses Projekt war in der Gemeinde zu wenig abgestützt und löste Diskussionen aus, weshalb das Projekt sistiert wurde. Nach der öffentlich-rechtlichen Anerkennung der katholischen Kirche im Kanton Zürich im Jahr 1963 wurde in Birmensdorf eine katholische Kirchgemeinde gebildet, die fortan das Projekt eines Kirchenneubaus übernahm. 1964 wurde in der Neubausiedlung Am Hang ein Wohnhaus für den Pfarrer erworben, der daraufhin aus der gemieteten, engen Dachwohnung ausziehen konnte. Während das Projekt für den Bau einer neuen Kirche samt Pfarrhaus und Pfarreizentrum in Birmensdorf zunächst noch in den 1960er Jahren sistiert blieb, erfolgte in den Jahren 1964–1970 die Projektierung und der Bau der St. Michaelskirche in Uitikon. Nach der Einweihung dieser Kirche am 19. Dezember 1970 wurde Uitikon zum Pfarrrektorat erhoben. Anschliessend wurde der Neubau der Kirche in Birmensdorf erneut angegangen. 1972 genehmigte die Kirchgemeindeversammlung die Planung eines Kirchenneubaus für Birmensdorf. Beim 1974 durchgeführten Architekturwettbewerb fand das Projekt von Architekt Walter Moser den grössten Zuspruch, konnte jedoch nicht prämiert werden, da es gegen die geltenden Bauvorschriften verstiess. Deshalb erhielt das Projekt des ungarischen Architekten Dezsö Ercsi, der kurz darauf den Neubau der benachbarten Kirche Heilig Kreuz Zürich-Altstetten realisierte, den ersten Preis. Walter Moser dagegen wurde beauftragt, sein Projekt an die geltenden Bauvorschriften anzupassen und danach für die Pfarrei Birmensdorf zu realisieren. Im Januar 1976 fand auf dem in der Nähe der alten St. Martinskirche gelegenen Gelände Am Wasser der Baubeginn statt. Am 28. August 1976 wurde der Grundstein gelegt, und am 27. September 1977 erfolgte der Abbruch der alten St. Martinskapelle. Da das neu erbaute Pfarreizentrum auch eine Wohnung für den Pfarrer enthielt, wurde das Pfarrhaus in der Siedlung Am Hang verkauft. Am 30. Oktober 1977 weihte Diözesanbischof Johannes Vonderach die von Walter Moser erbaute Kirche ein.
Die Kirchgemeinde Birmensdorf ist mit ihren 3'182 Mitgliedern (Stand 2021) eine der kleineren katholischen Kirchgemeinden des Kantons Zürich.

## Baubeschreibung

### Kirchturm und Äusseres

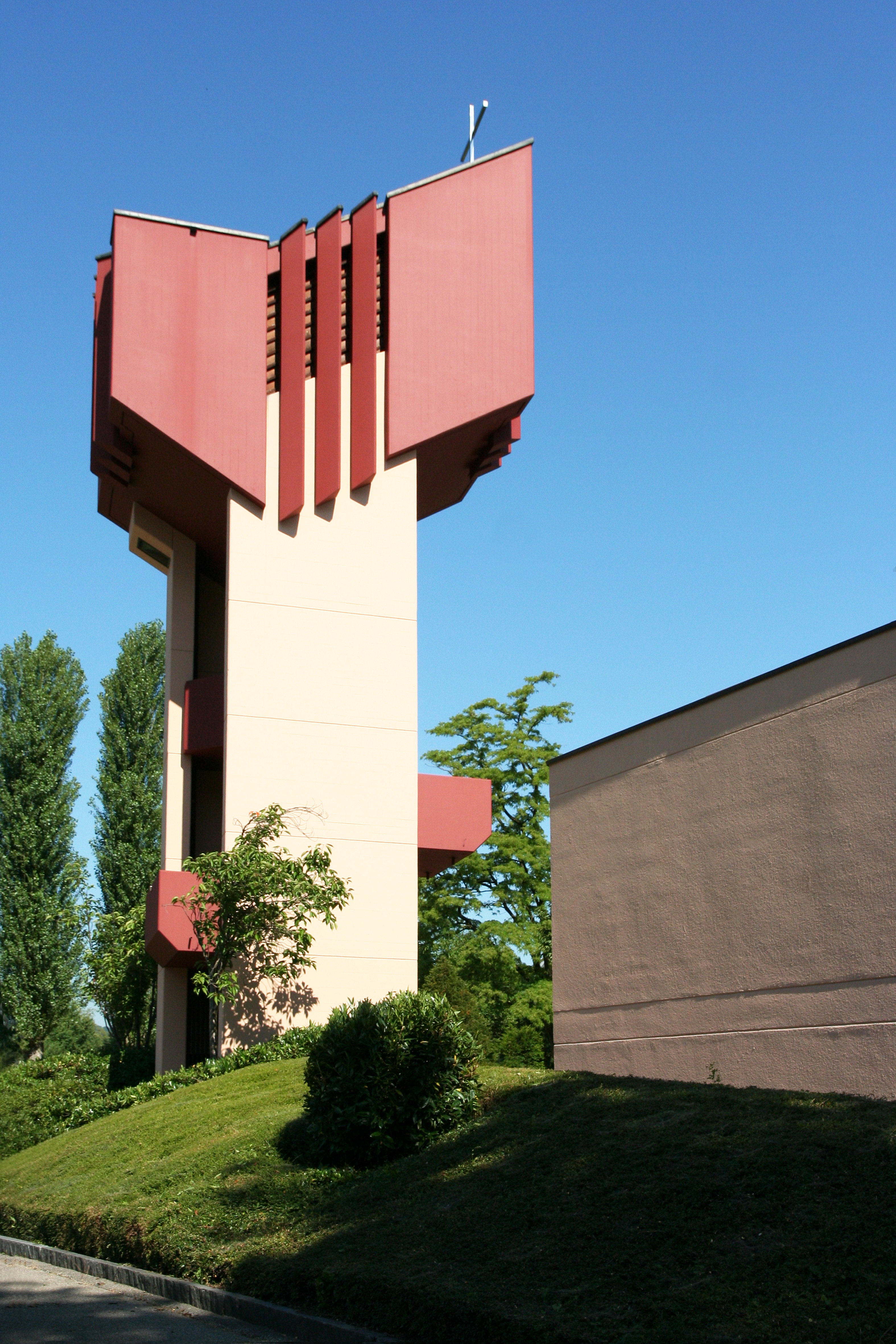
Kirchturm

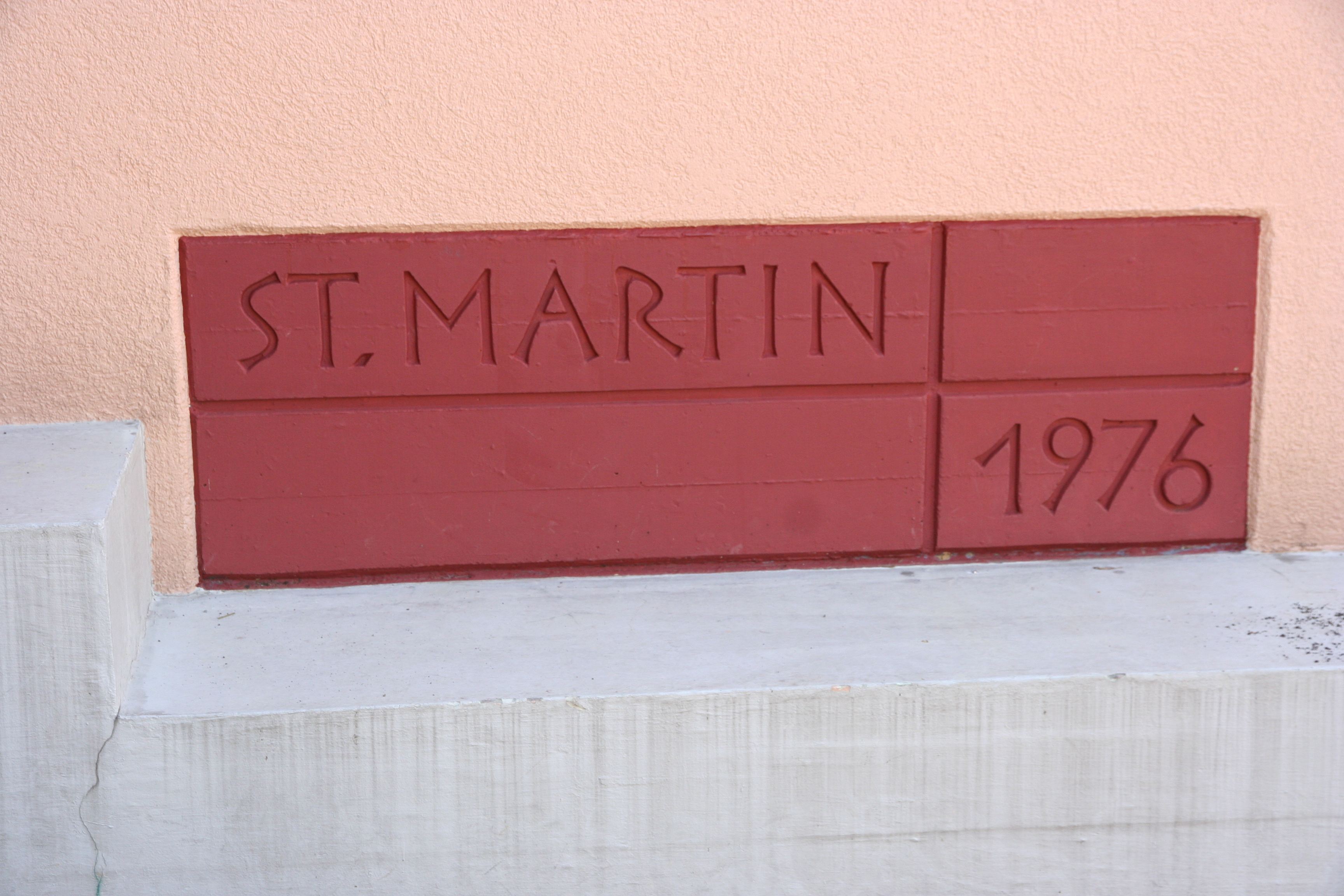
Grundstein von 1976

Im Gegensatz zur historischen reformierten Kirche von Birmensdorf, welche sich am Rand des Ortskerns an erhöhter Lage befindet, wurde die katholische Kirche St. Martin inmitten eines Quartiers am Ufer des Flusses Reppisch erbaut. Die Kirche liegt an der Strasse Am Wasser und bildet zusammen mit dem Pfarreizentrum samt integrierter Pfarrwohnung einen Gebäudekomplex. Dieser ist von weitem nicht als Kirchbau zu erkennen, da das Gebäude trotz seiner Grösse im Quartier optisch nicht hervorsticht. Einzig der Kirchturm an der Strasse Am Wasser verweist auf die kirchliche Funktion des Komplexes. Die Farbgebung des Sichtbetonbaus in verschiedenen Rottönen war zur Erbauungszeit des Zentrums umstritten. Der Kirchturm beherbergt ein ursprünglich dreistimmiges Geläut, das 2002 mit der Hl.-Barbara- und der Schutzengelglocke auf fünf Glocken erweitert wurde. Alle Glocken stammen aus der Glockengiesserei H. Rüetschi, Aarau. Die ersten drei Glocken wurden am 30. April 1977 geweiht und anschliessend von der Schuljugend in den Turm aufgezogen.
| Nummer | Gewicht | Durchmesser | Ton  | Widmung      | Inschrift                                                                                     |
| ------ | ------- | ----------- | ---- | ------------ | --------------------------------------------------------------------------------------------- |
| 1      | 1013 kg | 120 cm      | f1   | hl. Martin   | Was ihr für einen meiner geringsten Brüder getan habt, das habt ihr für mich getan (Mt 25,40) |
| 2      | 629 kg  | 100 cm      | as1  | hl. Maria    | Da sagte Maria: Ich bin die Magd des Herrn und mit mir geschehe, was du gesagt hast (Lk 1,38) |
| 3      | 304 kg  | 80 cm       | c2   | Bruder Klaus | Friede ist allweg in Gott                                                                     |
| 4      | 230 kg  | 73 cm       | des2 | hl. Barbara  | Schutz in Gefahr                                                                              |
| 5      | 173 kg  | 65 cm       | es2  | Schutzengel  | Über, neben, mit dir                                                                          |

Als Erinnerung an die St. Martinskapelle wurde deren Glocke im Foyer des Pfarreizentrums aufgestellt.

### Innenraum und künstlerische Ausstattung

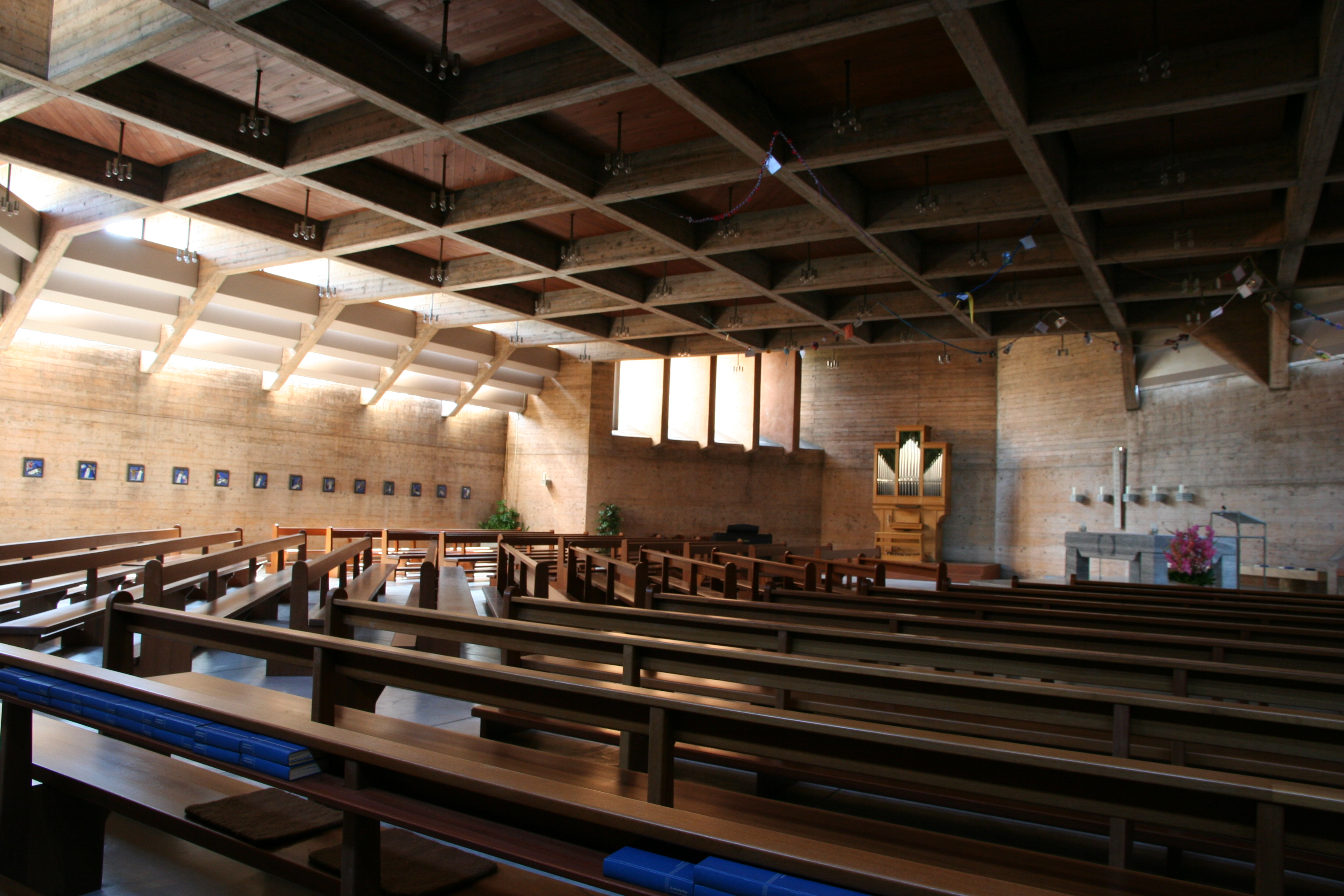
Innenansicht

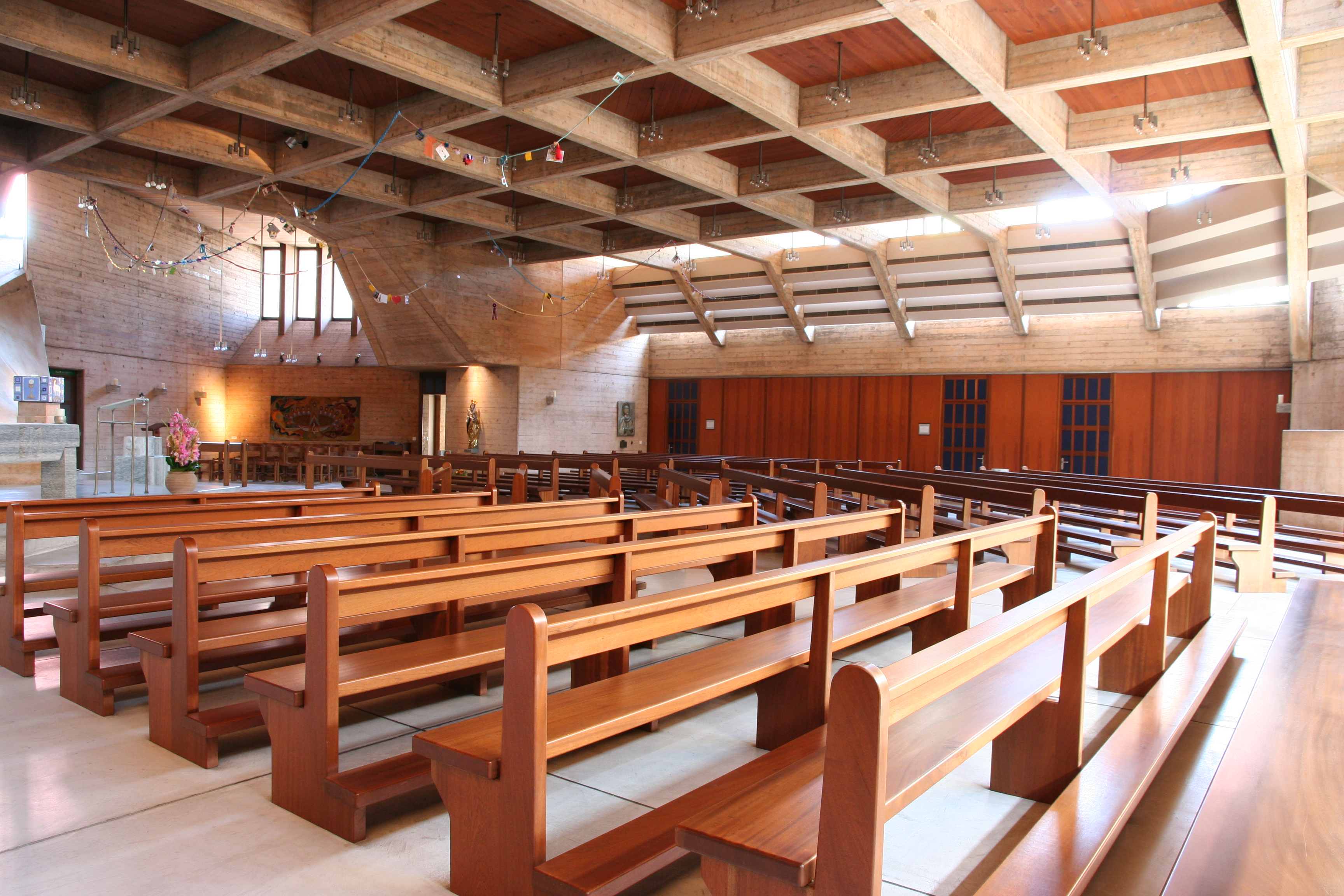
Gitterstruktur

Über einen Vorplatz gelangt man ins Foyer und ins Innere der Kirche. Architekt Walter Moser hatte sein Projekt Ritilä genannt. Dieses finnische Wort verweist auf die Zeit des Architekten in Helsinki bei Alvar Aalto, von dem er wesentliche Impulse für sein architektonisches Schaffen erhalten hatte. Das Wort Ritilä heisst auf Deutsch Netz oder Rost und bezieht sich auf die Gestaltung der Kirchendecke im Innern des Gebäudes. Die Betondecke wird von einer netzartigen Struktur geprägt und scheint über dem Kirchenraum zu schweben. Das Licht dringt über zum Teil verdeckte Fenster zwischen Decke und Wand der Kirche sowie durch in die Betonwand eingelassene weitere Fenster ins Innere des Gottesdienstraumes. Auffällig ist die einheitliche Gestaltung des Kirchenraums durch das Element Beton. Nach den Vorgaben der Liturgiekonstitution des Zweiten Vatikanischen Konzils erbaut, gruppieren sich die Sitzbänke der Gottesdienstbesucher um den Altarraum. Dieser wurde wie die anderen künstlerischen Elemente der Kirche von Bildhauer Alfred Huber, Rümlang, geschaffen. Alfred Huber griff bei seinem Konzept die von Architekt Walter Moser schräg gebaute Betonmauer hinter dem Altarraum auf. Alfred Huber sagt zu dieser Wandgestaltung, dass diese symbolhaft auf den Kalvarienberg verweisen wolle. Altar, Taufstein, Weihwasserpostament und die zwölf Konsolen der Apostelkerzen entlang des Kirchenschiffs wurden von Alfred Huber aus Cristallina-Marmor aus dem Maggiatal gestaltet. Der Altar besitzt Christus-Symbole auf den vier Seitenansichten. Auf der Vorderseite des Altares sind die Buchstaben D.O.M. DEO OPTIMO MAXIMO zu erkennen. Dies bedeutet Dem besten und höchsten Gotte. Im Christuszeichen auf der rechten Altarseite sind die Anfangsbuchstaben der vier Evangelisten zu entdecken M.M.L.J., auf der linken Altarseite sind die griechischen Buchstaben A und O eingelassen, welche das Christuswort aufgreifen: Ich bin der Anfang und das Ende. Auf der Rückseite des Altares ist das Christuszeichen JHS über den marianischen Buchstaben MA zu lesen. Dies verweist darauf, dass Christus aus Maria der Jungfrau geboren wurde. Auf der Oberfläche der Mensa befindet sich in kleiner Vertiefung das Reliquiengrab, welches bei der Altarweihe von Bischof Johannes Vonderach mit einer Deckplatte verschlossen wurde. Verteilt auf die Altaroberfläche, sind symbolhaft die fünf Wunden Christi als Kreuze eingraviert. Rechts vom Altar befindet sich der hellblau leuchtende Tabernakel, auf allen Seiten mit emaillierten Eucharistie-Symbolen verkleidet. Vorn auf der Tabernakeltüre befindet sich das geopferte Lamm mit der Siegesfahne und den fünf Quellen der Wundmale. Links ist ein Kelch mit Hostie, rechts ein Weinstock mit Trauben sichtbar. Der Weinstock verweist auf das Christuswort: Ich bin der Weinstock, ihr seid die Reben. Auf der Rückseite des Tabernakels sind fünf Brote mit zwei Fischen zu sehen, welche auf die Speisung der Fünftausend, aber auch auf die Eucharistie hindeuten. Die Tabernakeloberseite enthält wiederum ein Christus-Symbolzeichen in Verbindung mit dem Mariensymbol. Vor der schräg gestalteten Kalvarienwand befindet sich der Kubus des Taufsteins. Im Gegensatz zum Altar verläuft hier die Aderung des Steins vertikal. Der quadratische Grundriss des Unterteils geht fliessend in das oktogonale Oberteil über, in das das runde Taufwasserbecken eingelassen ist. Neben seiner Bestimmung für die Taufe dient der Taufstein auch als Weihwasserbecken. Die oberen drei Kreuzzeichen sind Hinweis für die drei Namen der Dreifaltigkeit. Auf der Rückseite des Taufsteins ist das fliessende Taufwasser dargestellt, auf dem unteren Rand wird eine Schlange als Symbol der Ursünde vertrieben. Auf der vorderen Seite ist die Taube als Herabkunft des Heiligen Geistes als Sinnbild der Gnade Gottes dargestellt. An der Rückwand der Kirche sind in Augenhöhe die Kreuzwegstationen angebracht. Die traditionell vierzehn Stationen wurden durch eine fünfzehnte Station ergänzt. Diese zeigt die Auferstehung Christi und verweist damit von Karfreitag auf Ostern. Alfred Huber gestaltete neben den wuchtigen Elementen des Altarraums den Ambo bewusst in einem anderen, leichter wirkenden Material. Der Ambo besteht aus Argentana, einer silberartigen Gusslegierung. Aus dem gleichen Material wurden auch die zwei Kerzenstöcke auf dem Altar geschaffen. Die Muttergottes war ursprünglich aus Alabaster geschaffen. Weil sich die Gemeinde an der Maserung des Steins im Gesichtsbereich störte, wurde die Muttergottes von Alfred Huber in späterer Zeit ein zweites Mal aus Argentana geschaffen.

### Orgel

#### Mathis-Orgel (1979–2019)

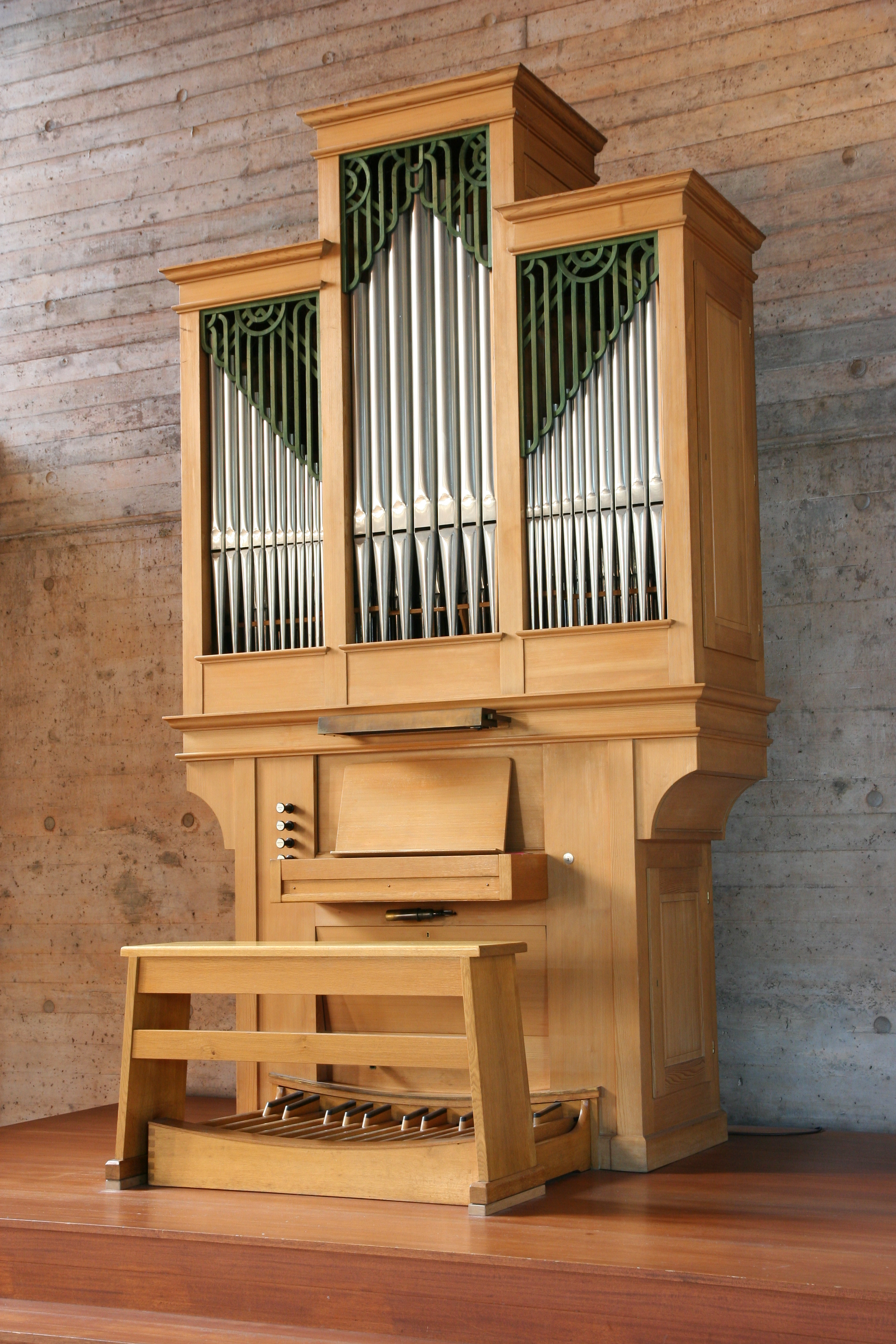
Mathis-Orgel von 1975

Die Firma Mathis Orgelbau schuf im Jahr 1975 ein Instrument, das ursprünglich für das Kloster Einsiedeln gedacht war und dort während des Umbaus der Klosterkirche verwendet wurde. Im Jahr 1979 wurde das Instrument dann von der Pfarrei Birmensdorf erworben und in der Kirche St. Martin aufgestellt. Geplant war, diese Orgel als Übergangslösung bis zum Bau eines grossen, zum Kirchenraum passenden Instruments zu verwenden. Dieses Vorhaben wurde allerdings nie umgesetzt. Die Mathis-Orgel besass 5 Register auf einem Manual und Pedal und wurde 2019 durch eine elektronische Orgel ersetzt.
Disposition der Mathis-Orgel:
| Manual     |       |
| Gedackt    | 8′    |
| Prinzipal  | 4′    |
| Spitzflöte | 2′    |
| Mixtur     | 1 ⁄3′ |

| Pedal   |     |
| Subbass | 16′ |

- Koppel: II/I

#### Content-Orgel (ab 2019)

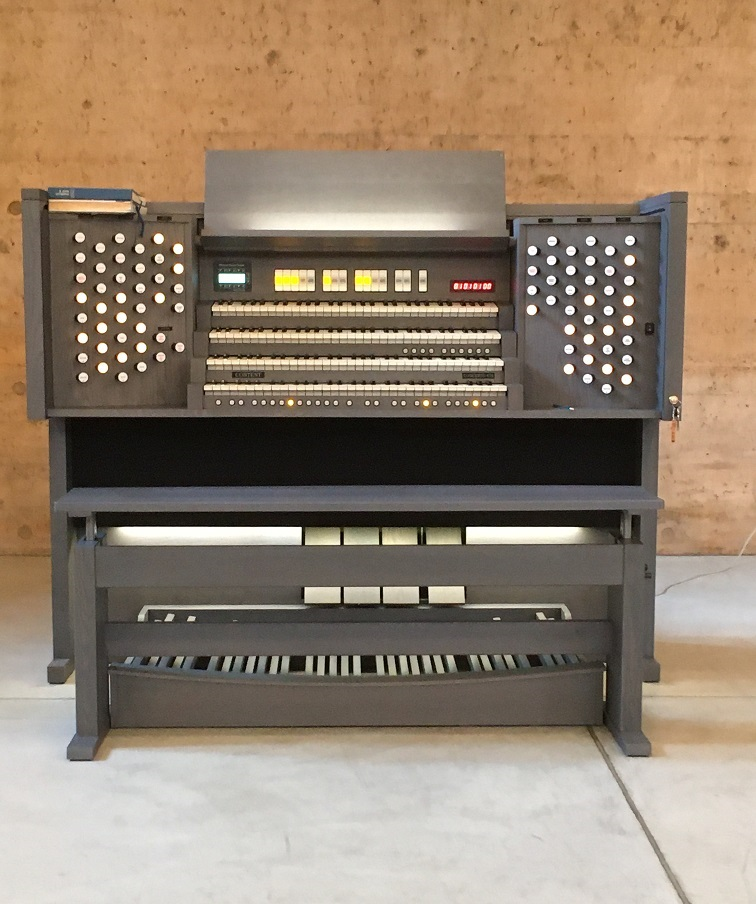
Content-Orgel von 2019

Die Kirchgemeinde ersetzte die bisherige Pfeifenorgel aufgrund technischer Probleme und finanzieller Überlegungen durch ein elektronisches Instrument der Firma Content, das im Jahr 2019 erworben wurde. Die Orgel stammt aus der Reihe Concerto 476. Das Prinzip der Klangerzeugung bei der neuen Orgel beruht auf der Verwendung von Klangaufnahmen von echten Pfeifenorgeln, die dann in leicht nachbearbeiteter Form abgespielt werden. Die elektronische Orgel verfügt über vier Manuale und 4 × 76 Stimmen in den Klangfarben Barock, Klassisch, Romantisch und Symphonisch.